# Nazionale maschile di football americano della Slovacchia
La nazionale di football americano della Slovacchia (Slovenské národné družstvo amerického futbalu mužov) è la selezione maggiore maschile di football americano della SAAF che rappresenta la Slovacchia nelle varie competizioni ufficiali o amichevoli riservate a squadre nazionali.

## Risultati
Legenda: Grassetto: Risultato migliore, Corsivo: Mancate partecipazioni

## Dettaglio stagioni

### Amichevoli
| Stagione | Vin | Par | Per | Tot | PF | PS  | avversaria |
| -------- | --- | --- | --- | --- | -- | --- | ---------- |
| 2010     | 0   | 0   | 1   | 1   | 14 | 24  | Rep. Ceca  |
| 2012     | 0   | 0   | 1   | 1   | 24 | 30  | Slovenia   |
| 2013     | 0   | 0   | 1   | 1   | 6  | 38  | Rep. Ceca  |
| 2017     | 0   | 0   | 1   | 1   | 3  | 42  | Ungheria   |
| Totale   | 0   | 0   | 4   | 4   | 47 | 134 |            |

### Tornei

#### Europei

##### Europeo dal 2018

###### Qualificazioni
| Stagione | regular season | regular season | regular season | regular season | regular season | regular season | playoff | playoff | playoff | playoff | playoff | playoff         | playoff    |
|          | Vin            | Par            | Per            | Tot            | PF             | PS             | Vin     | Per     | Tot     | PF      | PS      | risultato       | avversaria |
| -------- | -------------- | -------------- | -------------- | -------------- | -------------- | -------------- | ------- | ------- | ------- | ------- | ------- | --------------- | ---------- |
| 2015     | 0              | 0              | 1              | 1              | 0              | 21             | -       | -       | -       | -       | -       | Non qualificata | Svizzera   |
| Totale   | 0              | 0              | 1              | 1              | 0              | 21             | -       | -       | -       | -       | -       |                 |            |

Fonte: americanfootballitalia.com

#### Treasure Cup
| Stagione | regular season | regular season | regular season | regular season | regular season | regular season | playoff | playoff | playoff | playoff | playoff | playoff       | playoff    |
|          | Vin            | Par            | Per            | Tot            | PF             | PS             | Vin     | Per     | Tot     | PF      | PS      | risultato     | avversaria |
| -------- | -------------- | -------------- | -------------- | -------------- | -------------- | -------------- | ------- | ------- | ------- | ------- | ------- | ------------- | ---------- |
| 2015     |                |                |                |                |                |                | 0       | 1       | 1       | 22      | 40      | Secondo posto | Belgio     |
| Totale   |                |                |                |                |                |                | 0       | 1       | 1       | 22      | 40      |               |            |

Fonte: americanfootballitalia.com

#### Tri-Nations Cup
| Stagione | regular season | regular season | regular season | regular season | regular season | regular season | playoff | playoff | playoff | playoff | playoff | playoff     | playoff    |
|          | Vin            | Par            | Per            | Tot            | PF             | PS             | Vin     | Per     | Tot     | PF      | PS      | risultato   | avversaria |
| -------- | -------------- | -------------- | -------------- | -------------- | -------------- | -------------- | ------- | ------- | ------- | ------- | ------- | ----------- | ---------- |
| 2018     | 0              | 0              | 2              | 2              | 0              | 105            | -       | -       | -       | -       | -       | Terzo posto | -          |
| Totale   | 0              | 0              | 2              | 2              | 0              | 105            | -       | -       | -       | -       | -       |             |            |

Fonte: americanfootballitalia.com

### Riepilogo partite disputate
| Anno              | Luogo      | Evento          | Fase del torneo | Incontro               | Risultato |
| 8 agosto 2010     | Praga      | Amichevole      |                 | Rep. Ceca - Slovacchia | 24 - 14   |
| 16 settembre 2012 | Nitra      | Amichevole      |                 | Slovacchia - Slovenia  | 24 - 30   |
| 18 agosto 2013    | Bratislava | Amichevole      |                 | Slovacchia - Rep. Ceca | 6 - 38    |
| 22 agosto 2015    | Ostenda    | Treasure Cup    |                 | Belgio - Slovacchia    | 40 - 22   |
| 26 settembre 2015 | Basilea    | Europeo         | Qualificazioni  | Svizzera - Slovacchia  | 21 - 0    |
| 16 settembre 2017 | Budapest   | Amichevole      |                 | Ungheria - Slovacchia  | 42 - 3    |
| 8 settembre 2018  | Třinec     | Tri-Nations Cup |                 | Rep. Ceca - Slovacchia | 44 - 0    |
| 23 settembre 2018 | Bratislava | Tri-Nations Cup |                 | Slovacchia - Ungheria  | 0 - 61    |

## Confronti con le altre Nazionali
Questi sono i saldi della Slovacchia nei confronti delle Nazionali incontrate.

### Saldo negativo
| Nazionale | Giocate | Vinte | Pareggiate | Perse | PF | PS  | Ultima vittoria | Ultimo pari | Ultima sconfitta |
| --------- | ------- | ----- | ---------- | ----- | -- | --- | --------------- | ----------- | ---------------- |
| Slovenia  | 1       | 0     | 0          | 1     | 24 | 30  | -               | -           | 2012             |
| Belgio    | 1       | 0     | 0          | 1     | 22 | 40  | -               | -           | 2015             |
| Svizzera  | 1       | 0     | 0          | 1     | 0  | 21  | -               | -           | 2012             |
| Ungheria  | 2       | 0     | 0          | 2     | 3  | 103 | -               | -           | 2018             |
| Rep. Ceca | 3       | 0     | 0          | 3     | 20 | 106 | -               | -           | 2018             |